# رضا راد
محمد رضا راد (زاده ۱۳۲۶ در تبریز) بازیگر سینما اهل ایران است.

## فیلمها
- چهره به چهره (۱۳۸۷)
- دختری در قفس (۱۳۸۱)
- عشق شیشه‌ای (۱۳۷۸)
- جنگجوی پیروز (۱۳۷۷)
- دختری با کفشهای کتانی (۱۳۷۷)
- پنجه در خاک (۱۳۷۶)
- متهم (۱۳۷۵)
- نابخشوده (۱۳۷۵)
- سایه به سایه (۱۳۷۴)
- غزال (۱۳۷۴)
- قانون (۱۳۷۴)
- هفت گذرگاه (۱۳۷۴)
- خط آتش (۱۳۷۳)
- منطقه ممنوع (۱۳۷۳)
- آخرین خون (۱۳۷۲)
- پاییز بلند (۱۳۷۲)
- حمله خرچنگ‌ها (۱۳۷۱)
- سیرک بزرگ (۱۳۷۰)
- جستجوگر (۱۳۶۸)
- مرگ پلنگ (۱۳۶۸)
- دلار (۱۳۶۷)
- روز باشکوه (۱۳۶۷)
- هی جو (۱۳۶۷)
- ترن (۱۳۶۶)
- کانی مانگا (۱۳۶۶)
- پلاک (۱۳۶۴)
- زندان دوله تو (۱۳۶۳)
- میرزا کوچک خان (۱۳۶۲)
- سفیر (۱۳۶۱)
- به دادم برس رفیق (۱۳۵۷)
- مردی در آتش (۱۳۵۵)
- کوثر (۱۳۵۳)
- ناجورها (۱۳۵۳)